# Ombrana
Ombrana là một chi động vật lưỡng cư trong họ Dicroglossidae, thuộc bộ Anura. Chi này có 1 loài và không bị đe dọa tuyệt chủng.